# Jiří Ventruba
Jiří Ventruba (2. února 1950 Brno – 9. března 2021 Praha) byl český politik a lékař – neurochirurg, mezi lety 2017 a 2021 poslanec Poslanecké sněmovny PČR, v letech 2010 až 2014 radní a v letech 2014 až 2021 místostarosta města Modřice v okrese Brno-venkov, člen ODS.

## Život
Vystudoval gymnázium a následně i Lékařskou fakultu Masarykovy univerzity (získal titul MUDr.).
Za studií aktivně sportoval – jako sprinter za Zbrojovku Brno a Duklu Praha (akademický reprezentant ČR, 1970 juniorský reprezentant Československa, 1971 halový mistr ČSSR na 100 metrů a vítěz Československého poháru na 100 metrů). Jako lékař neurochirurg složil I. atestaci z chirurgie (Brno), nástavbou atestaci z neurochirurgie (Praha) a jako první neurochirurg z Československa také evropskou zkoušku EANS v neurochirurgii (Edinburgh/Velká Británie).
V České republice docentský nebo profesorský titul nezískal, v jeho oficiálním životopise je uvedeno, že v letech 1989 a 1990 působil jako hostující profesor neurochirurgie na New York University Medical Center v USA. V roce 1991 založil Dětské neurochirurgické oddělení v Dětské nemocnici v Brně a zavedl zde nové mozkové operace u dětí. V roce 1993 získal titul CSc. Vystupoval na výročních sjezdech Světové federace neurochirurgických společností WFNS (Acapulco) a ISPN (Cape Town, Martinik) a výročních sjezdech amerických neurochirurgů AANS (Nashville, Boston, Cleveland).
Jiří Ventruba žil v Modřicích v okrese Brno-venkov. Byl ženatý, měl tři syny a jednu dceru. Publikoval v českých i zahraničních odborných periodikách. Od roku 2013 byl editorem Journal of Pediatric Oncology (Pharma).

## Politické působení
V komunálních volbách v roce 2006 byl jako nestraník na kandidátce občanského sdružení „Ochrana zdravého života a krajiny města Modřice a okolních obcí“ zvolen zastupitelem města Modřice v okrese Brno-venkov. Na kandidátce figuroval na 4. místě, vlivem preferenčních hlasů však skončil druhý. V roce 2007 vstoupil do ODS a ve volbách v roce 2010 za ni obhájil mandát zastupitele. Dne 8. listopadu 2010 byl zvolen radním města. Také ve volbách v roce 2014 zastupitelský mandát na kandidátce ODS obhájil. Dne 6. listopadu 2014 byl zvolen neuvolněným místostarostou města. Ve volbách v roce 2018 opět obhájil post zastupitele města.
V krajských volbách v roce 2016 kandidoval za ODS do Zastupitelstva Jihomoravského kraje, ale neuspěl. Ve volbách do Senátu PČR v roce 2016 kandidoval za ODS v obvodu č. 55 – Brno-město. Se ziskem 17,67 % hlasů skončil na 3. místě a do druhého kola nepostoupil.
Ve volbách do Poslanecké sněmovny PČR v roce 2017 byl zvolen poslancem za ODS v Jihomoravském kraji. Původně figuroval na 6. místě kandidátky, ale získal 3 506 preferenčních hlasů a skončil třetí.

## Úmrtí
Dopoledne 9. března 2021 na tiskové konferenci předseda ODS Petr Fiala uvedl, že se Ventruba léčí v nemocnici s covidem-19. Úmrtí oznámil později téhož dne v Poslanecké sněmovně na schůzi, kterou řídil. Památku zesnulého Ventruby poslanci uctili minutou ticha. V poslanecké funkci jej nahradil Libor Hoppe.